# HR 3384
HR 3384는 분광형 K0의 항성으로, 나침반자리 방향으로 지구에서 39.7광년 떨어진 곳에 있다.
HR 3384의 겉보기 등급은 6.38이며 절대 등급은 5.95로 날씨가 매우 좋은 날에 맨눈으로 겨우 관찰할 수 있을 정도의 밝기이다. 이 별의 반지름은 태양의 83.7퍼센트 수준으로, 만약 지구와 비슷한 환경이 형성되려면 어머니 항성에서 0.601 천문단위 떨어져 있어야 한다.
이 별을 부르는 다른 명칭으로 글리제 309, SAO 199352 등이 있다.

## 참고 문헌
1. ↑  “Cordoba Durchmusterung -31°6229”. 2008년 7월 23일에 확인함.